# Idéal-type
L’idéal-type est un outil méthodologique de sociologie défini par Max Weber. Un idéal-type est un type abstrait, une catégorie, qui aide à comprendre ou théoriser certains phénomènes, sans prétendre que les caractéristiques de ce type se retrouvent toujours et parfaitement dans les phénomènes observés. Un idéal-type vise ainsi à bâtir un modèle d'un phénomène social et reflète donc aussi une perspective liée au but de ce modèle.
L'idéal-type sera par la suite réutilisé par des théoriciens des organisations pour étalonner des études empiriques consacrées à la bureaucratie.

## Qu'est-ce qu'un idéal-type?
Le terme idéal dans idéal-type renvoie à une idée abstraite et simplifiée, qui correspond en principe à un ensemble de phénomènes réels, sujets d'étude (et non au concept de perfection) : il s'agissait pour Weber d'indiquer des traits principaux qui aident à penser le sujet. Le terme type quant à lui renvoie à l'idée de typique. Pour Weber, l'usage d'un idéal-type permet de dresser un « tableau de pensée homogène » qui n'a pas pour finalité de retranscrire la réalité : c'est seulement un guide dans la construction des hypothèses.
La construction d'un idéal-type consiste tout d'abord à relier dans une trame commune des phénomènes potentiellement disparates de l'expérience. Ainsi, un théoricien ne va jamais rencontrer la bureaucratie telle qu'il la formule au sein d'une organisation, ou le capitalisme tel qu'il le conçoit ; mais il va constituer le concept de capitalisme ou de bureaucratie à partir d'un certain nombre de traits qu'il a relevés sur différentes entreprises « capitalistes » ou sur différentes formes « de bureaucratie » qu'il a pu observer. Il faut ensuite apporter une cohérence et de la logique à l'ensemble des traits ainsi reliés, quitte à en atténuer voire à en gommer certains, et au contraire à en mettre en avant d'autres. L'idéal-type est une production idéalisée, qui n'a qu'une valeur pratique pour le chercheur : il est le support de comparaisons et de classements et constitue une utopie qui doit aider à la réflexion.
De fait, l'idéal-type n'est pas un idéal en termes de valeurs, mais une conception en termes de caractéristiques. Son élaboration repose sur l'observation des faits : la notion véhiculée par un idéal-type est une idéalisation de l'idée telle qu'elle s'incarne dans les faits. Par exemple, l'idéal-type bureaucratique est très souvent présenté comme une liste de caractéristiques qui sont le signe d'une rationalisation autour d'une autorité du type rationnel-légal, caractéristiques très factuelles (primauté de l'écrit, structures hiérarchisées, etc.). Il ne s'agit donc pas de penser une Idée au sens platonicien du terme, c'est-à-dire comme une abstraction pure séparée du monde des faits variables et contingents. Une formule de Weber résume cette position : « il y a des types idéaux de religion comme il y a des types idéaux de bordels. » Par ailleurs, tout idéal-type est rattaché à la perspective dans laquelle son créateur l'a construit.
Par définition, l'idéal type est une reconstruction stylisée dont l'observateur a isolé les traits les plus significatifs d'une réalité, il s'agit donc d'un modèle d'intelligibilité. L'utilité de ce modèle réside dans le fait que Weber nous livre ici un véritable outil pour étendre le sujet de réflexion et optimaliser sa compréhension.

« On obtient un idéal-type en accentuant unilatéralement un ou plusieurs points de vue et en enchaînant une multitude de phénomènes isolés, diffus et discrets, que l'on trouve tantôt en grand nombre, tantôt en petit nombre, par endroits pas du tout, qu'on ordonne selon les précédents points de vue choisis unilatéralement pour former un tableau de pensée homogène. »

— Max Weber,  L'objectivité de la connaissance dans les sciences et la politique sociales (1904) 

## Usages de l'idéal-type
Le concept d'idéal-type doit à la base se comprendre par l'action sociale et ses déterminants. L'action sociale est dans l'optique weberienne une action à laquelle l'homme donne un sens, c'est une action dont le sens est orienté vers autrui (autrui singulier, pluriel ou même indéfini), et celle-ci est mise en évidence par quatre déterminants qui passent par les formes les moins conscientes, celles qui sont à peine sociales, vers celles qui sont les plus conscientes, les plus sociales. On distinguera donc :
- l'action traditionnelle : sa motivation peut être la tradition, les habitudes (cas des sociétés traditionnelles, toutefois c'est le cas de la plupart de nos actions) ;
- l'action affectuelle ou affective : elle est déterminée par la pression, les émotions, donc a priori quelque chose d'irrationnel ;
- la rationalité en valeur (degré supérieur de conscience) : on choisit la finalité et le but de son action en fonction de son système de valeurs et on la poursuit inconditionnellement quant aux conséquences ultérieures et aux moyens requis (ex : valeur patriotique qui peut coûter la vie pour être pleinement réalisée) ;
- la rationalité en finalité : c'est l'action où l'individu compare avant d'agir les fins qu'il poursuit entre elles, compare les différents moyens dont il dispose pour parvenir à une même fin et enfin analyse les conséquences subsidiaires de l'action.

Remarque : cette rationalité est très proche de la rationalité des économistes à part le fait que l'intérêt n'est pas nécessairement matériel, pécuniaire, il peut être symbolique.
On peut toujours faire un parallèle entre les déterminants de l'action sociale et la typologie des formes de domination.
Weber distingue dans son ouvrage Le savant et le politique, trois formes de domination :
- domination « Traditionnelle » : la légitimité du chef est basée sur le fait qu'il respecte les usages et coutumes liées à l'exercice du pouvoir ;
- domination « Rationnelle-légale » : la légitimité du chef est basée sur le fait que ce dernier se conforme aux règles juridiques relatives à l'institution qu'il dirige ;
- domination « Charismatique » : la légitimité du chef est fondée sur l'image et l'hexis.

Or il précise que ces types de domination ne peuvent se manifester entièrement en pratique. En effet, suivant le régime étudié l'on trouvera à la fois les caractéristiques de l'une ou de l'autre de ces dominations.